# Жуков, Сергей Валерьевич
Сергей Валерьевич Жуков — гвардии младший сержант Вооружённых Сил Российской Федерации, участник антитеррористических операций в период Второй чеченской войны, погиб при исполнении служебных обязанностей во время боя 6-й роты 104-го гвардейского воздушно-десантного полка у высоты 776 в Шатойском районе Чечни.

## Биография
Сергей Валерьевич Жуков родился 20 июня 1980 года в городе Ленинграде (ныне — Санкт-Петербург) в многодетной семье. Учился в средней школе № 453 Выборгского района родного города. В период учёбы активно занимался спортом и музыкой, занимался в военно-патриотическом клубе. 23 июня 1998 года Жуков был призван на службу в Вооружённые Силы Российской Федерации Выборгским районным военным комиссариатом Санкт-Петербурга. Получил военную специальность механика-водителя боевой машины пехоты, после чего был направлен для дальнейшего прохождения службы в 6-ю роту 104-го гвардейского воздушно-десантного полка, был командиром отделения, командиром боевой машины.
С началом Второй чеченской войны в составе своего подразделения гвардии младший сержант Сергей Жуков был направлен в Чеченскую Республику. Принимал активное участие в боевых операциях. С конца февраля 2000 года его рота дислоцировалась в районе населённого пункта Улус-Керт Шатойского района Чечни, на высоте под кодовым обозначение 776, расположенной около Аргунского ущелья. 29 февраля — 1 марта 2000 года десантники приняли здесь бой против многократно превосходящих сил сепаратистов — против всего 90 военнослужащих федеральных войск, по разным оценкам, действовало от 700 до 2500 боевиков, прорывавшихся из окружения после битвы за райцентр — город Шатой. Вместе со всеми своими товарищами он отражал ожесточённые атаки боевиков Хаттаба и Шамиля Басаева, не дав им прорвать занимаемые ротой рубежи. В том бою гвардии младший сержант Сергей Валерьевич Жуков погиб с оружием в руках. Погибли также ещё 83 его сослуживца.
Похоронен на Северном кладбище в городе Санкт-Петербурге.
Указом Президента Российской Федерации гвардии младший сержант Сергей Валерьевич Жуков посмертно был удостоен ордена Мужества.

## Память
- В честь Жукова названа средняя школа № 453 Выборгского района Санкт-Петербурга, в которой он некогда учился. В школе действует мемориальный музей десантника[6].
- Бюст Сергея Жукова и ещё троих его сослуживцев-петербуржцев установлен в Парке Боевого Братства в Санкт-Петербурге[3].